# Coccus
Coccus är ett släkte av insekter. Coccus ingår i familjen skålsköldlöss.

## Bildgalleri

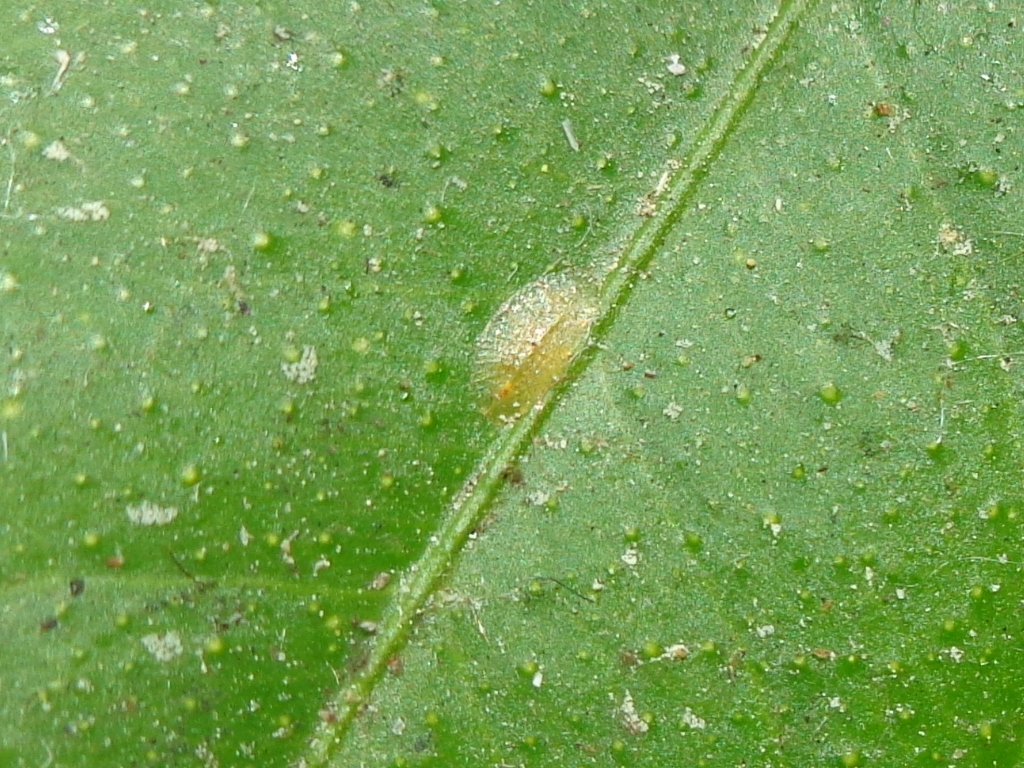
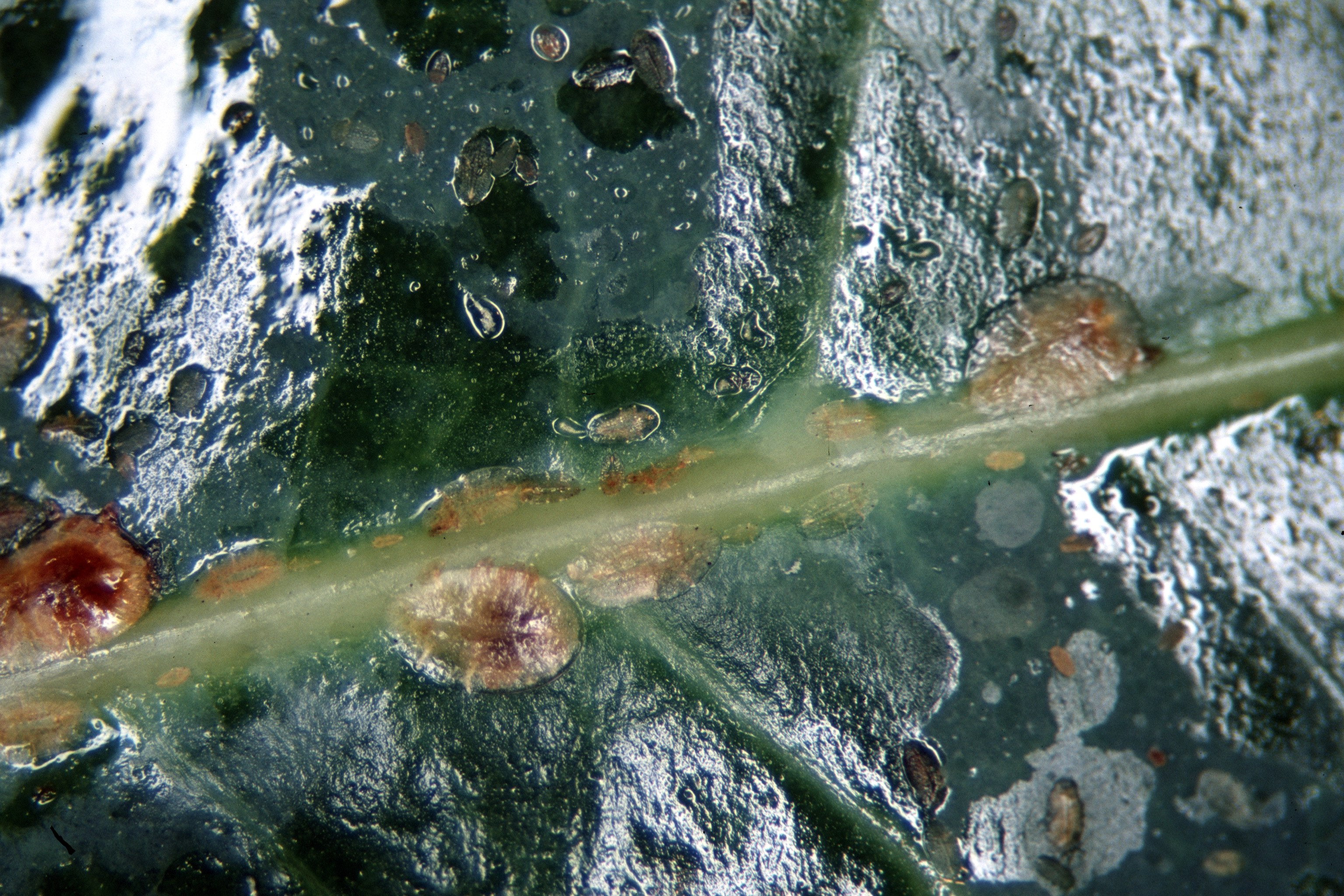
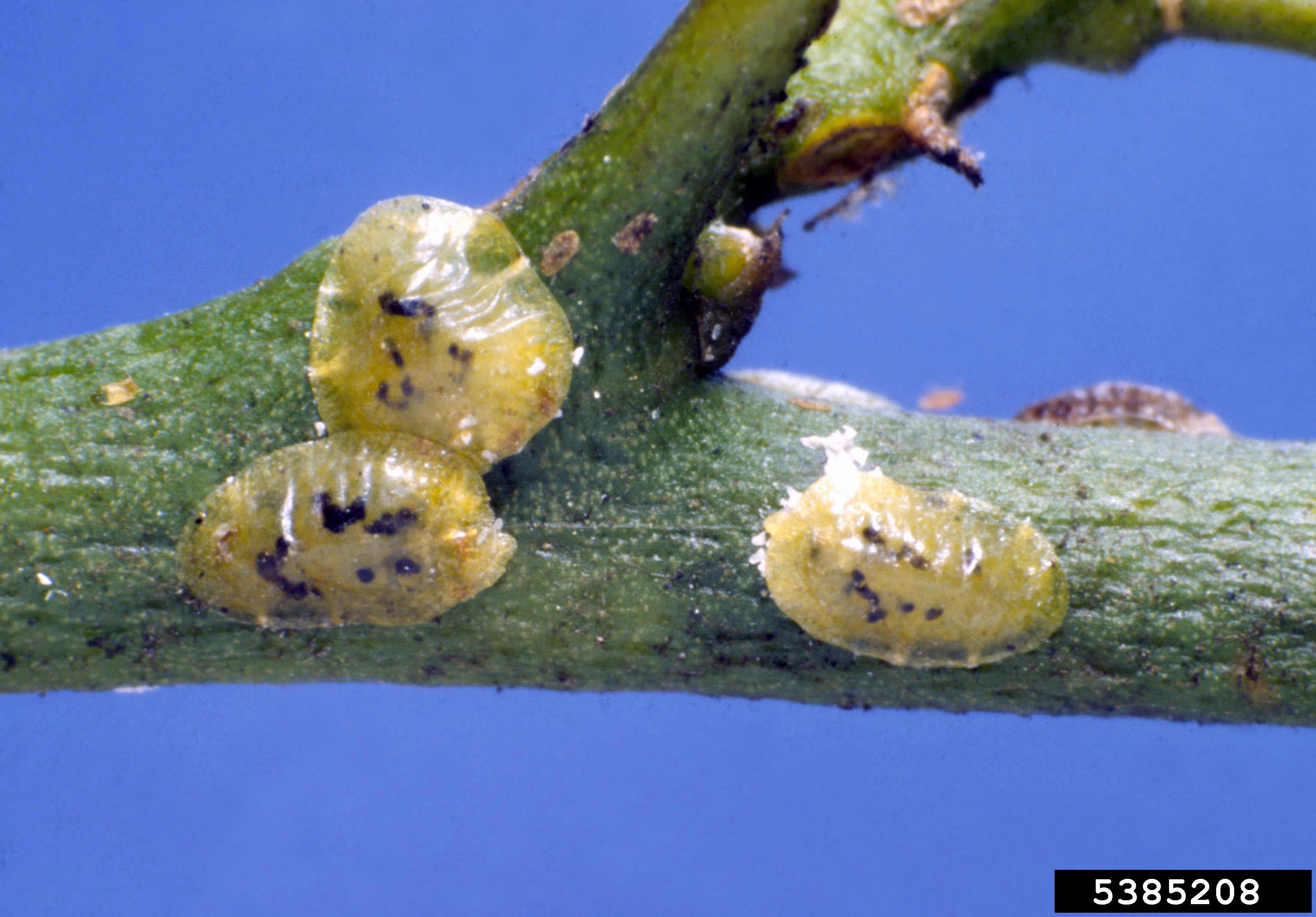

## Dottertaxa tillCoccus, i alfabetisk ordning[1]
- Coccus acaciae
- Coccus acrossus
- Coccus aequale
- Coccus africanus
- Coccus almoraensis
- Coccus alpinus
- Coccus anneckei
- Coccus antidesmae
- Coccus asiaticus
- Coccus australe
- Coccus brasiliensis
- Coccus bromeliae
- Coccus cajani
- Coccus cambodiensis
- Coccus cameronensis
- Coccus capparidis
- Coccus caudatus
- Coccus caviramicolus
- Coccus celatus
- Coccus circularis
- Coccus colemani
- Coccus deformosum
- Coccus delottoi
- Coccus discrepans
- Coccus duartei
- Coccus ehretiae
- Coccus elatensis
- Coccus erythrinae
- Coccus formicarii
- Coccus guerinii
- Coccus gymnospori
- Coccus hordeolum
- Coccus illuppalamae
- Coccus incisus
- Coccus inquilinum
- Coccus insolens
- Coccus inyangombae
- Coccus jaculator
- Coccus kosztarabi
- Coccus latioperculatum
- Coccus leurus
- Coccus lidgetti
- Coccus litzeae
- Coccus lizeri
- Coccus longulus
- Coccus lumpurensis
- Coccus macarangae
- Coccus macarangicolus
- Coccus malloti
- Coccus melaleucae
- Coccus milanjianus
- Coccus moestus
- Coccus muiri
- Coccus murex
- Coccus nyika
- Coccus ophiorrhizae
- Coccus opimum
- Coccus paradeformosum
- Coccus penangensis
- Coccus planchonii
- Coccus pruni
- Coccus pseudelongatus
- Coccus pseudohesperidum
- Coccus pseudomagnoliarum
- Coccus ramakrishnai
- Coccus resinatum
- Coccus rhodesiensis
- Coccus rubellus
- Coccus saltuarius
- Coccus schini
- Coccus secretus
- Coccus sectilis
- Coccus smaragdinus
- Coccus sociabilis
- Coccus sordidus
- Coccus stipulaeformis
- Coccus subacutus
- Coccus subhemisphaericus
- Coccus synapheae
- Coccus takanoi
- Coccus tangandae
- Coccus tenebricophilum
- Coccus tumuliferus
- Coccus viridis
- Coccus viridulus